# 徐翔 (跳水运动员)
徐翔（1981年—），男，重庆人，中国退役跳水运动员，5岁时开始练习跳水。他曾在西班牙巴塞罗那举行的2003年世界游泳锦标赛中获得跳水男子1米跳板金牌。